# Avalon, New South Wales
Avalon este o suburbie în Sydney, Australia.